# Candace Hutson
Pour les articles homonymes, voir Hutson.
Candace Hutson, née le 3 mai 1980 à Savannah, est une actrice américaine.

## Filmographie
- 1988 : Le Petit dinosaure et la vallée des merveilles (The Land Before Time) : Cera (voix)
- 1989 : L'Indésirable (Hider in the House) de Matthew Patrick : Holly Dreyer
- 1990 : Evening Shade (série TV) : Molly Newton #2 (1991-1994)
- 1992 : Dolly (Dolly Dearest) : Jessica "Jessie" Wade
- 1994 : Le Petit Dinosaure : Petit-Pied et son nouvel ami (The Land Before Time II: The Great Valley Adventure) (vidéo) : Cera (voix)
- 1995 : The Maddening : Jill Scudder
- 1995 : Le Petit Dinosaure : La Source miraculeuse (The Land Before Time III: The Time of the Great Giving) (vidéo) : Cera (voix)
- 1996 : Le Petit Dinosaure : Voyage au pays des brumes (The Land Before Time IV: Journey Through the Mists) (vidéo) : Cera (voix)